# Будильська сільська рада
Буди́льська сільська́ ра́да — колишній орган місцевого самоврядування в Лебединському районі Сумської області. Адміністративний центр — село Будилка.

## Загальні відомості
- Населення ради: 2 590 осіб (станом на 2001 рік)

## Населені пункти
Сільській раді були підпорядковані населені пункти:
- с. Будилка
- с. Гарбарі
- с. Грабці
- с. Дремлюги
- с. Куличка
- с. Селище
- с. Софіївка
- с. Чернецьке

### Колишні населені пункти
- с. Тимофіївка, зняте з обліку 1988 року

## Склад ради
Рада складалася з 18 депутатів та голови.
- Голова ради: Шкурко Володимир Олексйович
- Секретар ради: Сюсюрченко Олена Вікторівна

### Керівний склад попередніх скликань
| Прізвище, ім'я, по батькові  | Основні відомості                                                 | Дата обрання | Дата звільнення |
| ---------------------------- | ----------------------------------------------------------------- | ------------ | --------------- |
| Шкурко Володимир Олексійович | Сільський голова, 1961 року народження                            | 26.03.2006   | 31.10.2010      |
| Шкурко Володимир Олексйович  | Сільський голова, 1961 року народження, освіта вища, безпартійний | 31.10.2010   |                 |

Примітка: таблиця складена за даними сайту Верховної Ради України